# Bahnstrecke Aosta–Pré-Saint-Didier
| Endbahnhof Pré-Saint-Didier |                      |                                        |                                |
| |                      |                                        |                                |
| Streckenlänge: | 31,3 km              |                                        |                                |
| Spurweite: | 1435 mm (Normalspur) |                                        |                                |
| Minimaler Radius: | 170 m                |                                        |                                |
| |                      |                                        |                                |
| \| \| \| von Chivasso \| \| \| \| 0,000 \| Aosta \| 574 m \| \| \| 1,235 \| Aoste-Institut \| 576 m \| \| \| 2,212 \| Aoste-Avenue d’Europe \| 580 m \| \| \| 5,807 \| Sarre \| 635 m \| \| \| 7,852 \| Tunnel Prieuré \| Tunnel Prieuré \| \| \| 8,250 \| Saint-Pierre \| 655 m \| \| \| \| Tunnel Sarriod la Tour (395 m) \| \| \| \| 9,925 \| Villeneuve \| 664 m \| \| \| \| Dora Baltea \| \| \| \| 14,278 \| Arvier \| 731 m \| \| \| 14,431 \| Tunnel Arvier (295 m) \| Tunnel Arvier (295 m) \| \| \| \| Autobahn A5 \| \| \| \| 17,508 \| Avise \| 791 m \| \| \| 17,763 \| Tunnel Runaz (1300 m) \| Tunnel Runaz (1300 m) \| \| \| \| Dora Baltea \| \| \| \| 22,313 \| Derby \| 838 m \| \| \| 24,516 \| Tunnel Villair (1187 m) \| Tunnel Villair (1187 m) \| \| \| 25,096 \| La Salle \| 898 m \| \| \| 27,841 \| Morgex \| 930 m \| \| \| \| Autobahn A5 \| \| \| \| \| Dora Baltea \| \| \| \| \| Tunnel S.Desiderio \| \| \| \| \| Dora Baltea \| \| \| \| 31,369 \| Pré-Saint-Didier \| 1003 m \| \| \| \| angedachte Fortsetzung nach Frankreich \| \| |                      |                                        |                                |
| |                      | von Chivasso                           |                                |
| Kopfbahnhof Strecke ab hier außer Betrieb | 0,000                | Aosta                                  | 574 m                          |
| Haltepunkt / Haltestelle (Strecke außer Betrieb) | 1,235                | Aoste-Institut                         | 576 m                          |
| Haltepunkt / Haltestelle (Strecke außer Betrieb) | 2,212                | Aoste-Avenue d’Europe                  | 580 m                          |
| Haltepunkt / Haltestelle, ehemals Bahnhof (Strecke außer Betrieb) | 5,807                | Sarre                                  | 635 m                          |
| Tunnel (Strecke außer Betrieb) | 7,852                | Tunnel Prieuré                         | Tunnel Prieuré                 |
| Haltepunkt / Haltestelle (Strecke außer Betrieb) | 8,250                | Saint-Pierre                           | 655 m                          |
| Tunnel (Strecke außer Betrieb) |                      | Tunnel Sarriod la Tour (395 m)         | Tunnel Sarriod la Tour (395 m) |
| Haltepunkt / Haltestelle, ehemals Bahnhof (Strecke außer Betrieb) | 9,925                | Villeneuve                             | 664 m                          |
| Brücke über Wasserlauf (Strecke außer Betrieb) |                      | Dora Baltea                            | Dora Baltea                    |
| Bahnhof (Strecke außer Betrieb) | 14,278               | Arvier                                 | 731 m                          |
| Tunnel (Strecke außer Betrieb) | 14,431               | Tunnel Arvier (295 m)                  | Tunnel Arvier (295 m)          |
| Strecke mit Straßenbrücke (Strecke außer Betrieb) |                      | Autobahn A5                            | Autobahn A5                    |
| Haltepunkt / Haltestelle (Strecke außer Betrieb) | 17,508               | Avise                                  | 791 m                          |
| Tunnel (Strecke außer Betrieb) | 17,763               | Tunnel Runaz (1300 m)                  | Tunnel Runaz (1300 m)          |
| Brücke über Wasserlauf (Strecke außer Betrieb) |                      | Dora Baltea                            | Dora Baltea                    |
| Haltepunkt / Haltestelle (Strecke außer Betrieb) | 22,313               | Derby                                  | 838 m                          |
| Tunnel (Strecke außer Betrieb) | 24,516               | Tunnel Villair (1187 m)                | Tunnel Villair (1187 m)        |
| Haltepunkt / Haltestelle, ehemals Bahnhof (Strecke außer Betrieb) | 25,096               | La Salle                               | 898 m                          |
| Haltepunkt / Haltestelle, ehemals Bahnhof (Strecke außer Betrieb) | 27,841               | Morgex                                 | 930 m                          |
| Strecke mit Straßenbrücke (Strecke außer Betrieb) |                      | Autobahn A5                            | Autobahn A5                    |
| Brücke über Wasserlauf (Strecke außer Betrieb) |                      | Dora Baltea                            | Dora Baltea                    |
| Tunnel (Strecke außer Betrieb) |                      | Tunnel S.Desiderio                     | Tunnel S.Desiderio             |
| Brücke über Wasserlauf (Strecke außer Betrieb) |                      | Dora Baltea                            | Dora Baltea                    |
| Bahnhof (Strecke außer Betrieb) | 31,369               | Pré-Saint-Didier                       | 1003 m                         |
| |                      | angedachte Fortsetzung nach Frankreich |                                |

Die Bahnstrecke Aosta–Pré-Saint-Didier ist eine stillgelegte, eingleisige, normalspurige Eisenbahnstrecke im oberen Aostatal in Italien. Die 31,369 km lange Strecke wurde 1928 eröffnet und ist seit 2015 ohne Verkehr. Eine Sanierung und Reaktivierung ist geplant.

## Geschichte
Im Jahr 1855 wurde ein Plan veröffentlicht, eine Eisenbahnverbindung in das Aostatal zu bauen und die Strecke durch einen Eisenbahntunnel unter dem Montblanc mit Frankreich zu verbinden. Zehn Jahre später beschlossen die zuständigen italienischen Gremien den Bau einer Eisenbahnverbindung von Ivrea allerdings nur bis Aosta. Am 5. Juli 1886 wurde diese Strecke fertiggestellt. Als einige Jahre später der Bau der Simplonlinie begann, verlor eine Streckenführung unter dem Montblanc das öffentliche Interesse. Aosta blieb für einige Zeit die Endstation.
In einem Seitental zum Aostatal gibt es Eisenerzvorkommen in Form von Magnetit, sie befinden sich auf dem Gebiet der in über 1500 Meter Höhe gelegenen Gemeinde Cogne. Zu Beginn des 20. Jahrhunderts begann man die Vorkommen industriell auszubeuten, und investierte in ein Bergwerk sowie in Transportmöglichkeiten. Für den Materialtransport wurde die Bergwerksbahn Cogne–Eaux-Froides gebaut, vom Zielort wurde das Erz per Materialseilbahn nach Aosta bergab gefördert.
Unweit von Pré-Saint-Didier in der Gemeinde La Thuile gibt es Lagerstätten mit Anthrazitkohle. Auch diese Vorkommen begann man zu der Zeit zu erschließen, um beide Rohstoffe in einem Stahlwerk in Aosta zu verhütten. Die bisher in Aosta endende Eisenbahnstrecke erhielt deshalb eine Fortsetzung bis zum Bahnhof Pré-Saint-Didier. Die Strecke wurde am 28. Oktober 1928 eröffnet und aufgrund ihrer Bedeutung knapp zwei Jahre später elektrifiziert. Eine weiterführende Elektrifizierung der Bahnstrecke Chivasso–Aosta wurde nicht gebaut. Die Konzession für die Strecke erhielt zunächst die private Gesellschaft „Società Ferrovia Aosta–Pré-St-Didier“ (FAP), sie wurde 1931 von der staatlichen Eisenbahngesellschaft FS übernommen.
Im Laufe der Zeit gab es auch Überlegungen, einen Tunnel unter der Passhöhe des Kleinen Sankt Bernhard zu bauen und eine Bahnverbindung mit Bourg-Saint-Maurice in Frankreich herzustellen, die jedoch nie weiter verfolgt worden sind.
1961 wurde die Kohlenmine in La Thuile wegen mangelnder Wirtschaftlichkeit geschlossen. Die Eisenbahnverbindung nach Pré-Saint-Didier diente anschließend im Wesentlichen dem Personenverkehr. Die Oberleitung war inzwischen in keinem guten Zustand, sie wurde 1968 demontiert und der Verkehr auf Dieseltriebwagen umgestellt. Auch der technische Zustand der Gleisanlagen wurde über die Jahre vernachlässigt. Wegen erheblicher Mängel wurde die Strecke am 24. Dezember 2015 geschlossen und ist seitdem ohne Verkehr. Eine Sanierung und Reaktivierung (evtl. sogar ein Weiterbau bis Courmayeur) ist im Gespräch.

## Beschreibung der Strecke
Die Strecke überwand einen Höhenunterschied von 431 Metern, die Steigung betrug vereinzelt bis zu 30 ‰. Es handelte sich um eine Gebirgsbahn, deren Bau zahlreiche Kunstbauten erforderte. Es gab 22 Tunnel und insgesamt verliefen knapp neun Kilometer der Strecke in Tunneln. Der minimale Kurvenradius betrug 170 Meter. Es gab neun Brücken, allein der Fluss Dora Baltea wurde viermal überquert. Die Stromversorgung mit 3000 Volt Gleichspannung erfolgte von einem Wasserkraftwerk. Der dort erzeugte Wechselstrom wurde in einem Umspannwerk in Avise in Gleichstrom zur Versorgung der elektrischen Lokomotiven umgewandelt. Ungewöhnlich ist auch die Zahl von zehn Zwischenstationen in Relation zur Streckenlänge.

## Rollmaterial
Für den elektrischen Betrieb kamen folgende Lokomotiven zum Einsatz:
- FAP E, die von der Società Nazionale Officine di Savigliano (SNOS) speziell für diese Strecke gebaut worden sind.
- E.626 nach Übernahme durch die staatliche FS

Für den Dieselbetrieb nach dem Abbau der Fahrleitung kamen folgende Triebwagenbaureihen zum Einsatz:
- ALn 772
- ALn 773
- ALn 668
- ALn 663
- ALn 990
- ALn 501